# Mario Foglia
Mario Foglia (Stroppiana, 13 januari 1921 - Valenza, 28 mei 1999) was een Italiaans voetballer die speelde als verdediger.

## Carrière
Foglia maakte zijn debuut in 1939 voor Alessandria en speelde er tot in 1944. Hij verliet de club en ging spelen voor AC Pavia waar hij speelde tot in 1945. In 1945 speelde hij kort voor Biellese na een seizoen ging hij aan de slag bij Brescia Calcio waar niet veel later vertrok naar AC Milan waar hij bleef spelen tot in 1951. Hij veroverde een landstitel met de club. Van 1951 tot 1953 speelde hij nog voor Palermo.
Nadien werd hij trainer en trainde Valenzana Calcio en Monferrato.

## Erelijst
- AC Milan
  - Serie A: 1950-51